# Dance Me to My Song
Pour plus de détails, voir Fiche technique et Distribution.
Dance Me to My Song est un film australien réalisé par Rolf de Heer, sorti en 1998. Il fait partie de la sélection officielle au Festival de Cannes 1998.

## Fiche technique
- Titre français : Dance Me to My Song
- Réalisation : Rolf de Heer
- Scénario : Rolf de Heer, Heather Rose et Frederick Stahl
- Pays d'origine : Australie
- Format : Couleurs - 35 mm - 1,85:1
- Genre : drame, romance
- Durée : 101 minutes
- Date de sortie : 1998

## Distribution
- Heather Rose : Julia
- Joey Kennedy : Madelaine
- John Brumpton : Eddie
- Rena Owen : Rix
- Phil MacPherson : Trev
- Danny Cowles : Joe
- Catherine Fitzgerald : Dogface